# Selenops bani
Selenops bani is een spinnensoort in de taxonomische indeling van de Selenopidae.
Het dier komt voor op Hispaniola.
Het dier behoort tot het geslacht Selenops. De wetenschappelijke naam van de soort werd voor het eerst geldig gepubliceerd in 1992 door G. G. Alayón.